# Cercle communiste démocratique
 (novembre 2017).
Si vous disposez d'ouvrages ou d'articles de référence ou si vous connaissez des sites web de qualité traitant du thème abordé ici, merci de compléter l'article en donnant les références utiles à sa vérifiabilité et en les liant à la section « Notes et références ».
Pour les articles homonymes, voir CCD.
Le Cercle communiste démocratique (CCD) est un groupe communiste oppositionnel fondé en 1930 par l'ex-dirigeant du PCF Boris Souvarine, pour prendre la suite du Cercle communiste Marx et Lénine, datant de 1926. 
Le CCD développe une analyse marxiste radicalement opposée au stalinisme. Après l'échec de l'expérience originale de l'association avec la Fédération communiste indépendante de l'Est (1932-1934), il disparaît au cours de l'année 1934, durant la période de formation du Front populaire.

## Historique
Boris Souvarine est exclu en juillet 1924, au moment où le processus de « bolchévisation » s'infléchit après la mort de Lénine et la confirmation de Staline à la tête du Parti, même s'il doit encore s'appuyer sur d'autres dirigeants (Kamenev, Zinoviev), tandis que Boris Souvarine maintient des liens avec l'opposition, notamment avec Trotski.

### La période 1924-1930
Après son exclusion, il relance le Bulletin communiste (1925), dont une publication notable est le texte du Testament de Lénine.
En 1926, il crée le Cercle communiste Marx et Lénine, dont le nom change significativement en 1930. Vers cette époque, les relations avec Trotski sont devenues mauvaises : Trotski considère qu'il ne fait plus partie du mouvement révolutionnaire, qu'il est « de l'autre côté de la barrière ». Il conclut sa lettre à Souvarine sans émotion apparente : « On enregistre un homme à la mer et on passe à l'ordre du jour. »

### Le CCD et la revueLa Critique sociale
En 1931, la Librairie du travail publie une brochure du CCD : Déclaration et statuts. 
Le Bulletin communiste continue de paraître jusqu'en 1933, mais en 1931 est créée la revue La Critique sociale, indépendante quoique proche du CCD. 
Parmi ses membres, on trouve outre son fondateur Boris Souvarine et son amie Colette Peignot, les militants (futurs résistants) Pierre Kaan et Jean-Jacques Soudeille, les écrivains Raymond Queneau et Georges Bataille, la philosophe Simone Weil et l'économiste Lucien Laurat. Ceux-ci écrivent dans la revue, qui est dans l'ensemble d'une haute tenue intellectuelle. Karl Korsch fait partie de ses correspondants. Ses onze numéros ont été réédités en volume en 1983, un an avant la mort de Souvarine.

### La lutte contre le stalinisme
Le Cercle communiste démocratique défend une orientation marxiste tout en développant une analyse sans complaisance sur l'Union soviétique, considérant qu'il s'agit d'un État non-socialiste instituant de nouvelles divisions de classes. 
Le Cercle communiste démocratique mène aussi des campagnes de dénonciation des crimes staliniens et de défense des socialistes persécutés par Staline, comme Francesco Ghezzi, David Riazanov, Victor Serge, etc.

### L'association du CCD avec la Fédération communiste de l'Est (1932-1934)
En 1932, le CCD établit une liaison avec un groupe oppositionnel du Doubs, formé par des exclus ou démissionnaires du PCF (Louis Renard, Lucien Hérard, Marcel Ducret, Jules Carrez), qui, quoique tous instituteurs, sont liés au monde ouvrier local (l'entreprise Peugeot) à travers la coopérative ouvrière La Fraternelle de Valentigney, dont Louis Renard est le directeur. En liaison avec un exclu récent du Territoire de Belfort, Paul Rassinier, et avec le CCD (l'intermédiaire étant Marcel Ducret), ils forment en novembre 1932 la Fédération communiste indépendante de l'Est, dont l'organe Le Travailleur, géré par Rassinier, accueille jusqu'en avril 1934 plusieurs articles de Souvarine et de Colette Peignot. La coopération entre le groupe de Paris et Rassinier est du reste difficile ; en décembre 1933, le CCD envoie à Belfort un de ses membres, Jean Rabaut, pour essayer d'améliorer la situation.
Dans les semaines qui suivent la crise du 6 février 1934, Rassinier abandonne ses fonctions sans la moindre concertation, ce qui met fin à la publication du Travailleur et de facto à l'existence de la FCIE, qui ne vivait que par son journal ; la plupart de ses responsables rejoignent un peu plus tard la SFIO, notamment Rassinier (décembre 1934). À ce moment, il écrit pour La Révolution prolétarienne de Pierre Monatte un article sur l'histoire de la FCIE, qui est pour l'essentiel une attaque contre Boris Souvarine et le CCD, dénoncés (en gros) comme intellectuels coupés du peuple et militants incompétents ; la correspondance qui s'ensuit marque une dégradation des relations entre Boris Souvarine et Pierre Monatte, celui-ci ayant sciemment publié cet article peu approprié.

### L'année 1934
Les événements du début de 1934 ont des conséquences directes sur le CCD, qui prend le nom de Fédération communiste démocratique de la Seine (sans doute une tentative pour constituer avec la FCIE un nouveau parti, évoquée négativement par Rassinier dans son article de 1935) et qui, sous ce nom, participe au Centre de liaison antifasciste, formé par Marceau Pivert et des socialistes de la gauche de la SFIO, avec d'autres groupes de gauche, sans le PC ni les radicaux.  
Mais ce « Centre » ne peut se maintenir alors que la SFIO et le PCF sont en voie de former le Front populaire. Comme dans le cas de la FCIE, plusieurs membres du CCD, mais pas Souvarine, décident d'adhérer individuellement à la SFIO ou aux Jeunesses socialistes, ce qui met fin à l'existence du groupe.

## Extraits de la brochure de 1931
- « Les rapports évoluèrent rapidement dans l’Internationale où le Bureau Politique de Moscou exerçait une autorité de plus en plus impérative jusqu’à devenir dictature absolue […]. Au terme de ce processus, correspondant à la mainmise de la même camarilla dirigeante sur les institutions communistes et soviétiques de Russie, toute trace de démocratie avait disparu du mouvement communiste international. »
- « Le Cercle se déclare communiste sans différencier le socialisme et le communisme dans leurs principes ».
- « Avec Marx et Engels, le Cercle s’affirme démocratique, entendant par là particulièrement restaurer contre les faux communistes qui la nient et les faux socialistes qui la dégradent une notion inséparable de l’idée révolutionnaire. »
- « Le communisme et le socialisme, pour tendre vers la démocratie authentique dépourvue de toute empreinte de classe, doivent conserver et accroître comme un bien précieux les éléments de démocratie historiquement acquis dans la lutte des classes. »
- « L'émancipation des travailleurs sera l'œuvre des travailleurs eux-mêmes, et non de révolutionnaires professionnels, parlementaires ou syndicaux. »
- « La pratique de la lutte des classes étant le meilleur critérium, nul parti se réclamant du prolétariat n’est prédestiné à dicter leur ligne de conduite aux syndicats. »
- « L’état soviétique n’est plus que l’émanation et l’instrument du parti bolchévik, devenu caste bureaucratique spoliatrice ».
- « Le Cercle s’efforcera de contribuer à préparer le terrain sur lequel le parti prolétarien de demain pourra se former; il perdra sa raison d’être le jour où il existerait, en France, un parti qui, affranchi de toute domination ou dépendance d’État, interprétera selon les principes de la démocratie communiste les intérêts fondamentaux et historiques du prolétariat et du socialisme international. »